# Lak Si
Lak Si (tiếng Thái: หลักสี่; IPA: [làk sìː]) là một trong 50 quận (khet) của thủ đô Băng Cốc, Thái Lan. Những quận/huyện lân cận quận Lak Si, theo chiều kim đồng hồ, gồm có: quận Don Mueang, Bang Khen và Chatuchak thuộc Băng Cốc; huyện Mueang Nonthaburi và Pak Kret thuộc tỉnh Nonthaburi.

## Lịch sử
Cái tên Lak Si có nghĩa là cột cây số thứ tư. Dân địa phương gọi là Lak Si vì đây là nơi đặt cột cây số thứ tư của con kênh Khlong Prem Prachakhon (คลองเปรมประชากร) khi Đức vua Chulalongkorn ra lệnh khai thông luồng lạch từ Băng Cốc về hướng huyện Bang Pa-in. Khu vực Lak Si trở thành quận vào ngày 21 tháng 11 năm 1997, tách ra từ quận Don Mueang.

## Địa điểm
- Khu phức hợp Chính phủ Chaeng Watthana
- Wat Lak Si
- Viện nghiên cứu Chulabhorn

## Hành chính
Quận Lak Si được chia thành hai phân quận (Kwaeng).
| 1. | Thung Song Hong | ทุ่งสองห้อง   |  |
| 2. | Talat Bang Khen | ตลาดบางเขน |  |